# 673 v. Chr.
Portal Geschichte | Portal Biografien | Aktuelle Ereignisse | Jahreskalender | Tagesartikel

◄ |
8. Jahrhundert v. Chr. |
7. Jahrhundert v. Chr. |
6. Jahrhundert v. Chr. |
►

◄ | 690er v. Chr. | 680er v. Chr. | 670er v. Chr. | 660er v. Chr. |
650er v. Chr. |
►

◄◄ | ◄ | 676 v. Chr. | 675 v. Chr. | 674 v. Chr. | 673 v. Chr. |
672 v. Chr. |
671 v. Chr. |
670 v. Chr. |
► |
►►

## Ereignisse

### Politik
- 7. Regierungsjahr des assyrischen und babylonischen Königs Asarhaddon (674 bis 673 v. Chr.): Pharao Taharqa fügt Asarhaddon eine militärische Niederlage im Monat Addaru (7. Februar–9. März) zu. Der Angriff auf Ägypten muss abgebrochen werden.

### Wissenschaft und Technik
- 7. Regierungsjahr des assyrischen und babylonischen Königs Asarhaddon: Assyrische Schreiber protokollieren ihre Beobachtungen der Mondfinsternis vom 20. Februar[1] (14. Addaru: 20.–21. Februar[1]).
- 8. Regierungsjahr des assyrischen und babylonischen Königs Asarhaddon (673–672 v. Chr.): 
  - Im babylonischen Kalender fiel das babylonische Neujahr des 1. Nisannu auf den 9.–10. März[1], der Vollmond im Nisannu auf den 20.–21. März[1] (Frühlingsbeginn), der 1. Ululu auf den 2.–3. August[1] und der 1. Tašritu auf den 1.–2. Oktober[1].
  - Assyrische Schreiber protokollieren ihre Beobachtungen der Mondfinsternis vom 16. August[1] (14. Ululu: 15.–16. August[1]).
  - Ausrufung des Schaltmonats Ululu II, der am 1. September[1] beginnt.